# Stan Laurel

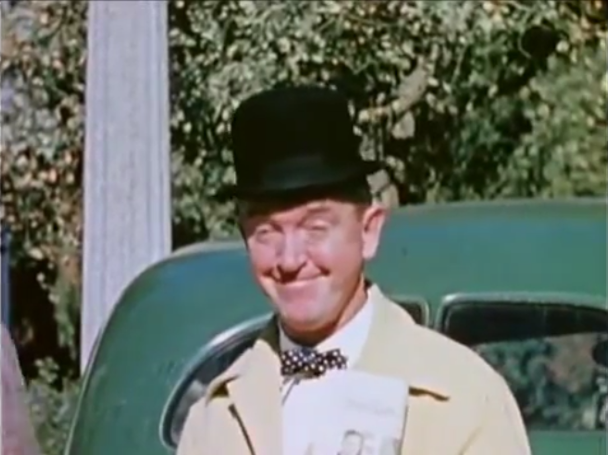
Stan Laurel im Kurzfilm The Tree in a Test Tube (1942)

Stan Laurel [stæn ˈlɔɹəl] (* 16. Juni 1890 in Ulverston, Großbritannien als Arthur Stanley Jefferson; † 23. Februar 1965 in Santa Monica, Kalifornien, USA) war ein britischer Bühnen- und Filmkomiker, Drehbuchautor, Regisseur und Produzent, der vor allem als Teil des legendären Komikerduos Laurel und Hardy (Dick und Doof) weltberühmt wurde.
Laurel begann seine Schauspielkarriere in England, war jedoch beim Film fast ausschließlich in den Vereinigten Staaten tätig. Mit Oliver Hardy drehte er zwischen 1921 und 1951 insgesamt 107 Filme, in denen Laurel die Rolle des einfältigen und kindlichen Stan verkörperte. Vor dieser Zusammenarbeit mit Hardy hatte der Komiker in zahlreichen Solo-Filmen gespielt. Bei vielen seiner Filme beteiligte sich Laurel auch hinter der Kamera, unter anderem als Gagschreiber. 1961 erhielt er einen Ehrenoscar für sein Lebenswerk.

## Leben
Stan Laurel stammte aus einer Künstlerfamilie. Sein Vater Arthur J. Jefferson (1863–1949) und seine Mutter Margaret (Madge) Metcalfe (1860–1908) arbeiteten beide am Old Blyth Theatre Royal in Blyth, welches im Jahre 1900 von Arthur J. Jefferson gegründet und geführt wurde. Weitere Theater im Nordosten von England betrieb dieser in Bishop Auckland, North Shields, Wallsend und Hebburn.
Insbesondere der Vater förderte die Fähigkeiten seines Sohnes. Weil seine Eltern vielbeschäftigt waren, lebte Stan häufig bei seiner Großmutter Sarah. Später zog die Familie nach Glasgow, wo Stan auf der Rutherglen Academy seinen Schulabschluss machte. Laurel hatte vier Geschwister, drei Brüder und eine Schwester: Gordon (1885–1938), Beatrice (1894–1978), Sydney (1899–1899, Plötzlicher Kindstod) und Edward (1900–1933).
Bis Laurel 1908 in die USA auswanderte, spielte er zeitweise am Theater seines Vaters in Blyth. Im Ridley Park des Ortes steht heute eine Skulptur von Stan Laurel, die an diese Zeit erinnert. Eine weitere Skulptur ist im benachbarten North Shields zu finden, wo die Familie von Laurel von 1895 bis 1905 lebte. An dem Ort des Wohnhauses entstand auch der Laurel Park.
Von 1917 bis 1925 lebte Stan Laurel mit seiner Bühnen- und Filmpartnerin Mae Dahlberg (Künstlername: Mae Laurel) in Form einer Common-law marriage zusammen. Anschließend war er fünfmal mit offiziellem Trauschein verheiratet, zunächst von 1926 bis 1935 mit Lois Neilson. Dieser Ehe entstammten zwei Kinder, Tochter Lois jr. (1927–2017) und Sohn Robert Stanley, der kurz nach seiner Geburt 1930 starb. Daraufhin verfiel Laurel zeitweise dem Alkohol. Ende 1933 starb sein Bruder Edward, genannt Ted, nach einer Zahnbehandlung an einer Überdosis Lachgas. Er hatte in den 1920er-Jahren kleinere Rollen in Filmkomödien gespielt, beispielsweise den Butler in The Lucky Dog. Stans ältester Bruder Gordon beging Ende Oktober 1938 im Alter von 53 Jahren in Manchester Suizid.
1935, noch im Jahr der Scheidung von Neilson, heiratete Laurel Virginia Rogers. Diese Ehe hielt bis 1937. Von 1938 bis 1940 war er mit Vera Shuvalova verheiratet. Danach heiratete er zum zweiten Mal Virginia Rogers. Diese Ehe dauerte von 1940 bis 1946. Die fünfte Ehe ging Laurel 1946 mit Ida Kitaeva (1899–1980) ein, einer russischen Sängerin und Schauspielerin. Diese Ehe hielt bis zu seinem Tod.
Während der Dreharbeiten an Atoll K wurde bei Laurel Prostatakrebs diagnostiziert. Als der Dreh danach in den Pariser Studios wieder aufgenommen wurde, lernte er den noch unbekannten Pantomimen Marcel Marceau kennen. Er besuchte Marceaus Vorstellung und wurde zum Freund und Förderer des Franzosen.

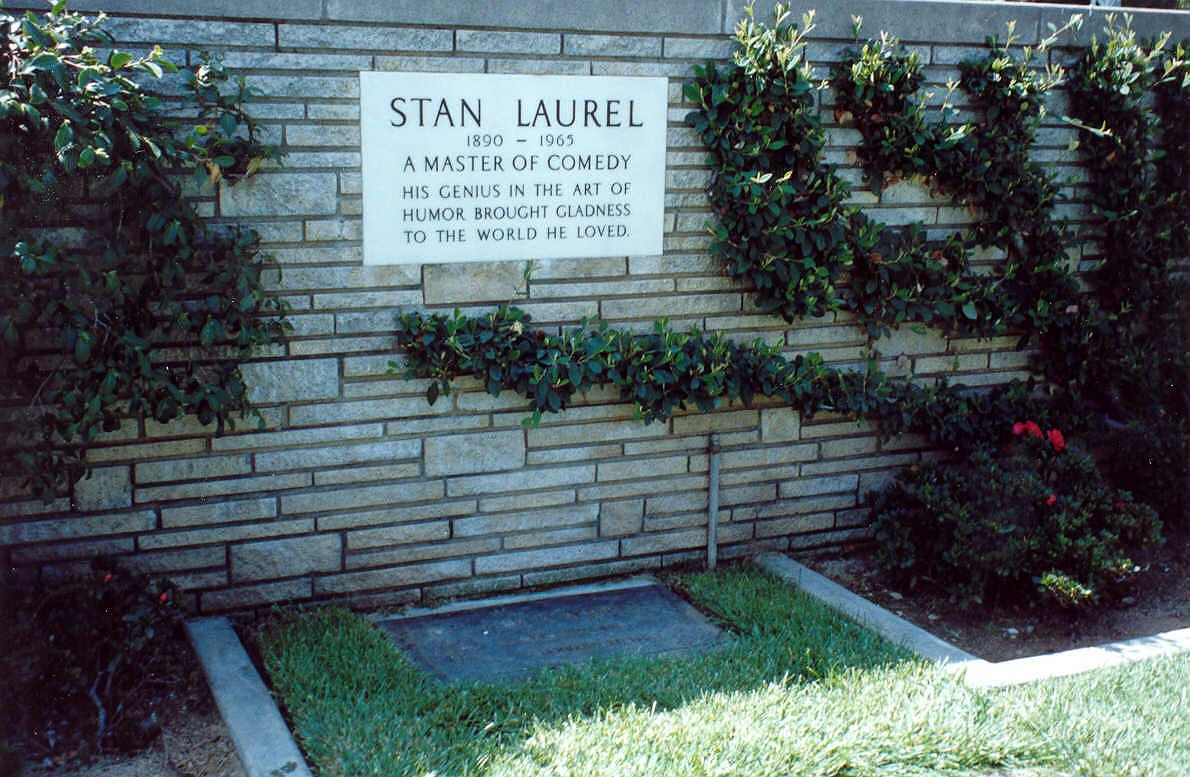
Grab von Stan Laurel in Forest Lawn, Burbank

Der Tod von Oliver Hardy am 7. August 1957 war für Stan ein schwerer Schicksalsschlag. Wegen seiner schlechten gesundheitlichen Verfassung untersagte ihm sein Hausarzt, an der Beerdigung teilzunehmen. Stan Laurel überlebte seinen Partner um siebeneinhalb Jahre und starb am 23. Februar 1965 nach einem Herzinfarkt im Alter von 74 Jahren. Nur wenige Minuten vor seinem Tod erzählte Laurel der Krankenschwester, dass er gerade gerne Skifahren würde. Die Krankenschwester entgegnete, sie habe nicht gewusst, dass er ein Skifahrer sei. Laurel antwortete daraufhin: „Bin ich nicht – aber ich würde es lieber tun, als eine Spritze zu kriegen.“ Wenige Minuten später kam die Schwester zu ihm zurück und entdeckte, dass er friedlich im Sessel eingeschlafen war.
An der Trauerfeier am 26. Februar 1965 nahmen viele Komiker teil, darunter auch sein langjähriger Freund Buster Keaton. Keaton sagte bei Laurels Beerdigung über ihn: „Chaplin war nicht der Lustigste, ich war nicht der Lustigste, dieser Mann war der Lustigste.“ Auch bezüglich seiner Beerdigung hatte sich der Komiker Laurel schon zu Lebzeiten geäußert: „Wer es wagt, bei meiner Beerdigung zu weinen, mit dem rede ich kein Wort mehr!“ Sein Grab befindet sich in den Gardens of Heritage auf dem Forest-Lawn-Friedhof in den Hollywood Hills. Es trägt die Inschrift: A Master of Comedy. His genius in the art of humor brought gladness to the world he loved. (deutsch „Ein Meister der Komödie. Sein Genie in der Kunst des Humors brachte der Welt, die er liebte, Freude.“).

## Karriere

### Theater
Seinen ersten Theaterauftritt absolvierte Stanley Jefferson bereits im Alter von neun Jahren, sein professionelles Debüt gab er mit 16 Jahren in Hubner’s Animatograph in Glasgow. Es folgten Auftritte in den damals populären britischen Varieté-Theatern – auch Music Halls genannt. Während Jefferson als Solodarsteller in einer Pantomimegruppe arbeitete, wurde er schließlich 1910 vom Londoner Theaterproduzenten Fred Karno verpflichtet. In dessen Ensemble Fred Karno's Army arbeitete er einige Zeit als Ersatzmann für den ein Jahr älteren, ebenfalls noch unbekannten Charlie Chaplin, der dort ebenfalls unter Vertrag stand.
1910 tourte Jefferson mit der Karno-Truppe erstmals durch die Vereinigten Staaten und ließ sich nach einer gescheiterten zweiten Tournee im Jahre 1914 dort nieder. Mit Alice und Baldwin Cooke – letzterer übernahm später kleine Rollen in 25 Laurel-und-Hardy-Filmen – bildete er zwischen 1916 und 1918 ein Komikertrio. 1917 traf er auf Mae Charlotte Dahlberg und trat mit der australischen Tänzerin im Vaudeville auf. Sie wurde zu seiner Geliebten und erfand seinen Künstlernamen Laurel (Lorbeer), nachdem sie in einer Zeitschrift einen römischen Herrscher mit einem Lorbeerkranz gesehen hatte.

### Solo-Karriere im Stummfilm
Laurels Filmdebüt erfolgte 1917 in Nuts in May, der einzigen Veröffentlichung des Studios Bernstein Productions. Erhalten von diesem Kurzfilm sind nur die Szenen, die einige Jahre später für den Film Mixed Nuts wiederverwendet wurden, vor allem eine längere Sequenz, die in einem Café spielt. Zudem recycelte Laurel bald darauf einige Gags aus Nuts in May für Just Rambling Along. Nach weiteren Auftritten, unter anderem in einer kleinen Filmreihe um Hickory Hiram, trat Laurel 1918 für Vitagraph in drei Kurzfilmen des Komikers Larry Semon auf. Der letzte davon, Frauds and Frenzies, zeigt Semon und Laurel als echtes und gut harmonierendes Komikerduo. Dass es zu keiner weiteren Zusammenarbeit kam, wird sowohl Semons Star-Allüren zugeschrieben als auch der im Anschluss an die Dreharbeiten erfolgten vorübergehenden Schließung des Studios aufgrund einer Grippeepidemie.
Zur selben Zeit lernte Laurel den aufstrebenden Produzenten Hal Roach kennen, für den er zunächst kurz in den Jahren 1918 und 1919 aktiv war, indem er den ursprünglich engagierten Schauspieler Armando Novello (1889–1938) alias Toto the Clown in fünf Einaktern ersetzte. In diesen Filmen war Laurel wie in seinen meisten anderen Filmen auch Hauptdarsteller, jedoch nur mit durchschnittlichem Erfolg. Nach einer längeren Pause folgten in den Jahren 1921 bis 1923 einige von Gilbert M. „Broncho Billy“ Anderson produzierte Laurel-Kurzfilme für Sun-Lite Pictures, Amalgamated und Quality Film. Die wichtigsten davon waren The Lucky Dog, der die ersten gemeinsamen Szenen Laurels mit Hardy enthielt, und der Dreiakter Mud and Sand, eine Veralberung des Rudolph-Valentino-Films Blood and Sand. Genreparodien wurden zu einer Spezialität des jungen Komikers.
Im Zeitraum 1923 und 1924 arbeitete Laurel wieder für Roach und trat erstmals zusammen mit dem späteren Laurel-und-Hardy-Nebendarsteller James Finlayson auf, gelegentlich auch im Duo. Zu den bekannteren und gelungeneren Filmen dieser Phase gehören Oranges and Lemons und The Soilers (Parodie auf The Spoilers). 1924 und 1925 folgte ein Dutzend Kurzfilme für den Produzenten und Regisseur Joe Rock, darunter Dr. Pyckle and Mr. Pryde. Mae Laurel, die bis dahin mehrere Filmauftritte an Stans Seite absolviert hatte, tauchte in diesen Werken nicht mehr auf. Die dominante und charakterlich schwierige Künstlerin bestand darauf, in allen Filmen ihres Lebensgefährten mitzuwirken, obwohl sie beim Publikum nicht beliebt war. Stattdessen erhielt sie von Rock eine Abfindung unter der Bedingung, sich wieder nach Australien zurückzuziehen.
Mitte 1925 kehrte Stan Laurel zum dritten und letzten Mal zu Roach zurück. Offiziell noch bei Rock unter Vertrag, war er für den Produzenten zunächst nur als Regisseur und Drehbuchautor tätig. Nach über einem Jahr Pause kam seine Karriere als Komiker 1926 mit Get 'Em Young und On the Front Page wieder in Gang. Mit diesen Filmen, in denen er den eigentlichen Hauptdarstellern die Schau stahl, fand Laurel endgültig zu seinem eigenen Stil, nachdem er vorher unschlüssig zwischen dem hektischen Slapstick eines Larry Semon und dem langsamen Pathos eines Harry Langdon hin- und hergependelt war.

### Partnerschaft mit Hardy

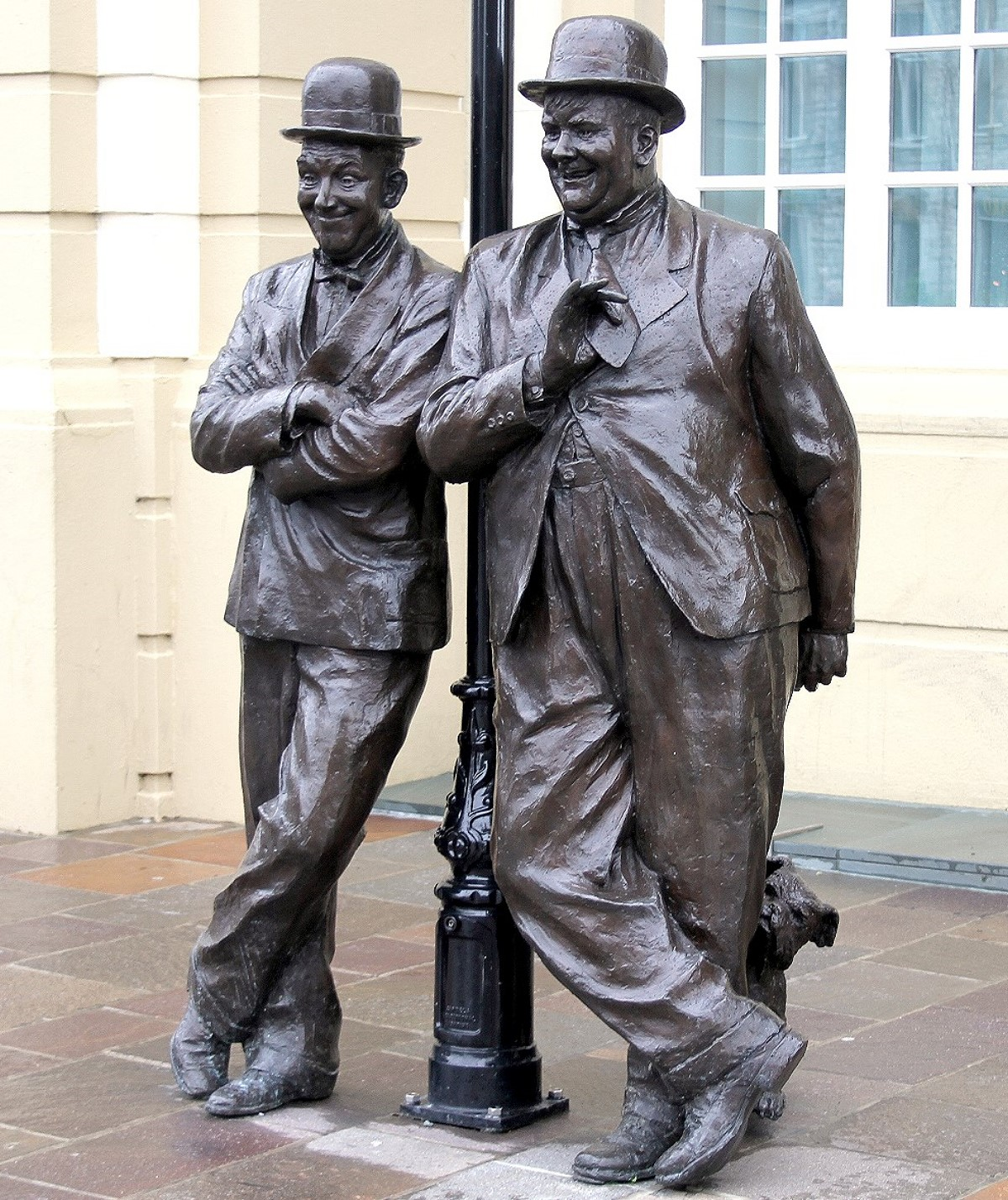
Statuen von Laurel und Hardy in Stan Laurels Geburtsstadt Ulverston

Bereits im Film The Lucky Dog war Laurel 1921 erstmals mit Oliver Hardy zusammengetroffen, ihre Weltkarriere als Komiker-Duo begann jedoch erst 1927 bei Hal Roach. Anlässlich von The Second Hundred Years wurden die beiden erstmals offiziell als Duo angekündigt; Laurel selbst betrachtete Putting Pants On Philip als den Film, bei dem ihm erstmals bewusst wurde, „Teil eines großen Teams“ zu sein. Laurel entwickelte im Gegensatz zu Hardy auch zahlreiche Gags und war an den Drehbüchern beteiligt, weshalb seine Gage auch stets doppelt so hoch war wie die seines Partners. Auch hinter der Kamera mischte sich Laurel als Co-Produzent und Co-Regisseur ein. Laurel und Hardy schafften den Wechsel in den Tonfilm problemlos und entwickelten sich zum vielleicht erfolgreichsten Komikerduo der Filmgeschichte.
Während Oliver Hardy in der deutschen Fassung der Laurel-und-Hardy-Filme im Lauf der Jahrzehnte von verschiedenen Schauspielern synchronisiert wurde, war in den meisten Filmen Walter Bluhm die deutsche Stimme von Stan Laurel. Dabei unterschlug die sich bis ins weinerliche Falsett steigernde Stimme Bluhms, dass Laurel eine wohltönende Baritonstimme hatte, die er bei den gemeinsamen Liedern gut mit dem geschulten Tenorpart Hardys einsetzte.
Ab 1938 häuften sich die Differenzen zwischen Produzent Hal Roach und Laurel. Die negativen Schlagzeilen über Laurels Privatleben missfielen Roach, und Laurel stellte Forderungen über angeblich nicht bezahlte Gagen. Als der Vertrag des Duos mit Roach 1940 auslief, wurde er nicht verlängert. Saps At Sea (Dick und Doof auf hoher See) war ihr letzter Film für das Studio. Andere Filmgesellschaften zeigten zunächst kein Interesse an den beiden Komikern, was zu ihren ersten gemeinsamen Bühnenauftritten führte. Bei 20th Century Fox und MGM drehten sie dann bis 1945 insgesamt acht Spielfilme. Allerdings bekamen sie dort nicht den künstlerischen Freiraum, den sie von Roach gewohnt waren. Daher werden viele dieser Filme im Vergleich zu den Roach-Produktionen als schwächer angesehen.
Zwischen 1947 und 1954 absolvierten Laurel und Hardy einige Tourneen durch Europa und die USA sowie Auftritte im amerikanischen Fernsehen. In italienisch-französischer Produktion drehten sie 1950 ihren letzten Film Atoll K. Danach verschlechterte sich insbesondere Hardys Gesundheitszustand so sehr, dass sie von weiteren öffentlichen Auftritten absahen.

### Karriereende
1957 starb Oliver Hardy im Alter von 65 Jahren. Obwohl Laurel in den folgenden Jahren bis zu seinem Tod Filmangebote erhielt, lehnte er alle ab. So sagte er einen Cameo-Auftritt in Eine total, total verrückte Welt ab, weil er nicht im hohen Alter und ohne den verstorbenen Hardy vor der Kamera stehen wollte. Allerdings stand der Komiker weiterhin für Interviews und Gespräche mit Fans oder Kollegen bereit. Seine Telefonnummer stand auch im öffentlichen Telefonbuch, sodass jedermann ihn anrufen konnte.
John McCabe, ein Laurel-und-Hardy-Biograph, gründete Anfang der 1960er-Jahre einen Fanklub, der sich in Anlehnung an den gleichnamigen Film von 1933 Sons of Desert (deutsch Die Wüstensöhne) nannte. Die Idee gefiel Stan Laurel so gut, dass er das Statut, genannt „Verfassung“, schrieb. Er legte darin fest, dass die „Wüstensöhne“ sich nicht in Klubs versammeln, sondern in Zelten. Deshalb werden die lokalen Klubzentralen – mittlerweile rund 250 weltweit und auch im deutschsprachigen Raum – als „Tent“ bezeichnet.

## Solo-Filmografie

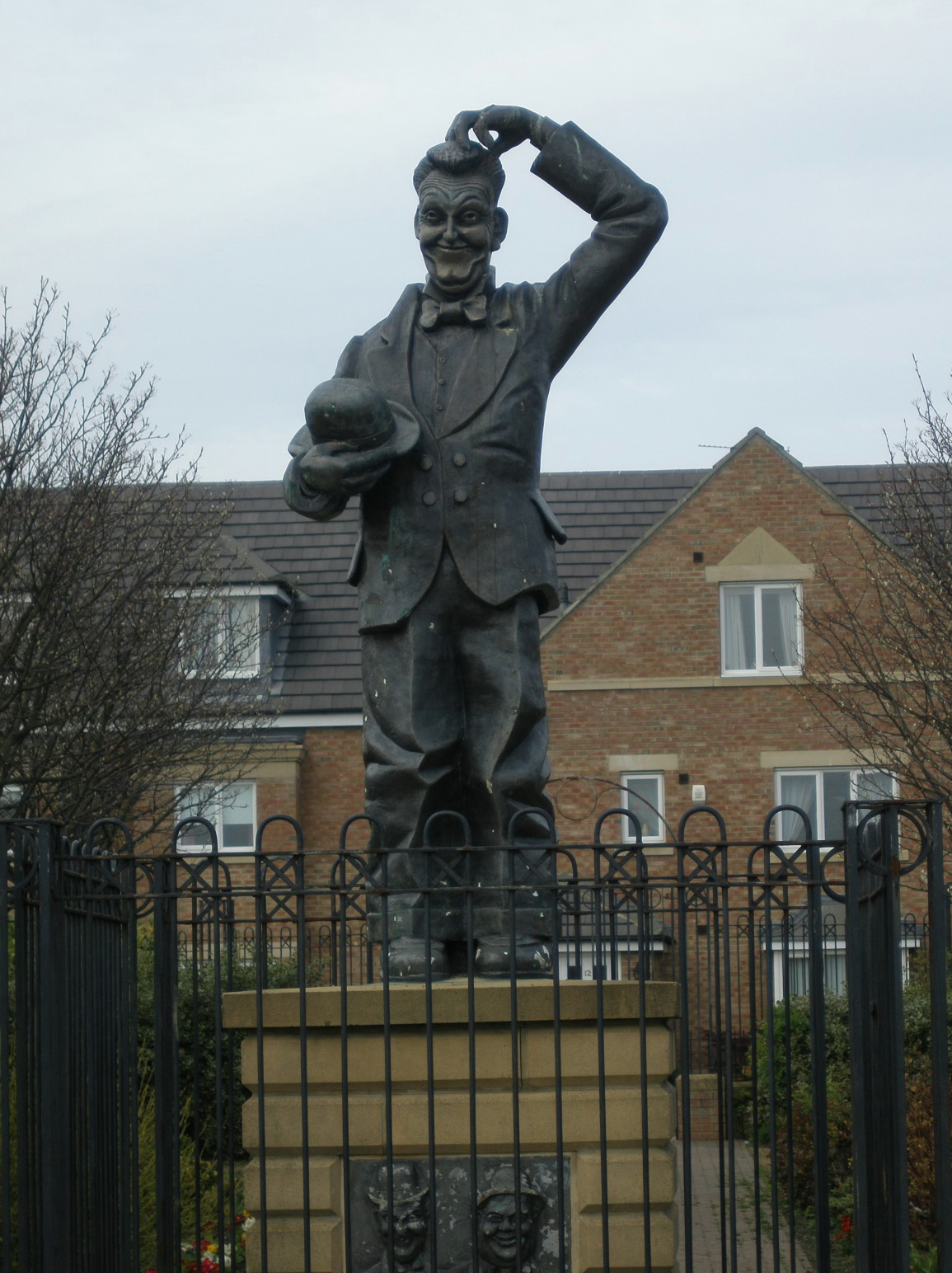
Statue von Stan Laurel in North Shields, wo er einen Teil seiner Kindheit verbrachte.

In den frühen Schaffensjahren bis 1927 war Stan Laurel an sehr vielen Kurzfilmen beteiligt. Einige davon gelten als teilweise (*) oder vollständig (**) verloren.
Eine gesonderte Auflistung seiner Filme mit Oliver Hardy findet sich unter Laurel und Hardy, dem Hauptartikel des Duos.
Diverse Produktionsfirmen:
- 1917: Nuts in May* (Bernstein Productions, als Stan Jefferson)
- 1918: Hickory Hiram** (Nestor Film)
- 1918: Who’s Zoo?** (L-KO = Henry Lehrman)
- 1918: Phoney Photos** (L-KO)
- 1918: Huns and Hyphens (Barkeeper aus blauem Blut) (Vitagraph, Star: Larry Semon)
- 1918: No Place Like Jail** (Rolin = Hal Roach)
- 1918: Bears and Bad Men (Vitagraph, Star: Semon)
- 1918: Just Rambling Along (Der Herumtreiber) (Rolin)
- 1918: Frauds and Frenzies (Sträflinge auf freiem Fuß / Betrug und Ekstase) (Vitagraph, im Duo mit Semon)
- 1918: O, It’s Great to Be Crazy** (Nestor Film)
- 1919: Do You Love Your Wife? (Rolin)
- 1919: Hustling for Health (Rolin)
- 1919: Hoot Mon!** (Rolin)
- 1922: The Egg (Amalgamated, Produzent: Gilbert M. Anderson)
- 1922: The Weak-End Party* (Amalgamated, Produzent: Anderson)
- 1922: Mud and Sand (Amalgamated/Quality Film, Produzent: Anderson)
- 1922: The Pest (Quality Film, Produzent: Anderson)
- 1922: Mixed Nuts (Samuel Bischoff, Teile von Nuts in May und The Pest mit Neumaterial)
- 1923: When Knights Were Cold* (Quality Film, Produzent: Anderson)
- 1923: The Handy Man (Quality Film, Produzent: Anderson)

Hal Roach:
- 1923: The Garage (wahrsch. identisch mit Gas and Air)
- 1923: The Noon Whistle (Die Mittagsglocke)
- 1923: White Wings (Der falsche Zahnarzt)
- 1923: Under Two Jags
- 1923: Pick and Shovel
- 1923: Collars and Cuffs
- 1923: Kill or Cure (Friss oder stirb)
- 1923: Gas and Air
- 1923: Oranges and Lemons
- 1923: Short Orders
- 1923: A Man About Town (Ein sachliches Gespräch)
- 1923: Roughest Africa (Safari in Afrika)
- 1923: Frozen Hearts
- 1923: The Whole Truth
- 1923: Save the Ship
- 1923: The Soilers
- 1923: Scorching Sands
- 1923: Mother’s Joy
- 1924: Smithy (Alternativtitel: The Home Wrecker) (Smithy)
- 1924: Postage Due
- 1924: Zeb vs. Paprika
- 1924: Brothers Under the Chin
- 1924: Near Dublin
- 1924: Rupert of Hee Haw (Alternativtitel: Coleslaw oder Rupert of Cole Slaw)
- 1924: Wide Open Spaces* (Alternativtitel: Wild Bill Hiccup)
- 1924: Short Kilts

Joe Rock:
- 1924: Mandarin Mix-Up (Alternativtitel: Madam Mix-up) (Stan in Chinatown)
- 1924: Detained
- 1924: Monsieur Don’t Care*
- 1924: West of Hot Dog
- 1925: Somewhere in Wrong
- 1925: Twins
- 1925: Pie-Eyed
- 1925: The Snow Hawk (Der Held im Schnee / Der Schneemann)
- 1925: Navy Blue Days
- 1925: The Sleuth (Der Lüstling und die falsche Dame)
- 1925: Dr. Pyckle and Mr. Pryde (Alternativtitel: Dr. Pyckle and Mr. Pride) (Dr. Pyckle und Mr. Pryde / Dr. Pyckle und Mr. Pride)
- 1925: Half a Man (Alternativtitel: No Sleep on the Deep) (Eine halbe Portion)

Hal Roach:
- 1926: What’s the World Coming To? (Statistenrolle, Star: Clyde Cook)
- 1926: Get ’Em Young
- 1926: On the Front Page
- 1927: Seeing the World (Statistenrolle, Stars: Die kleinen Strolche)
- 1927: Eve’s Love Letters
- 1928: Should Tall Men Marry? (Nebenrolle, Star: James Finlayson)

## Auszeichnungen

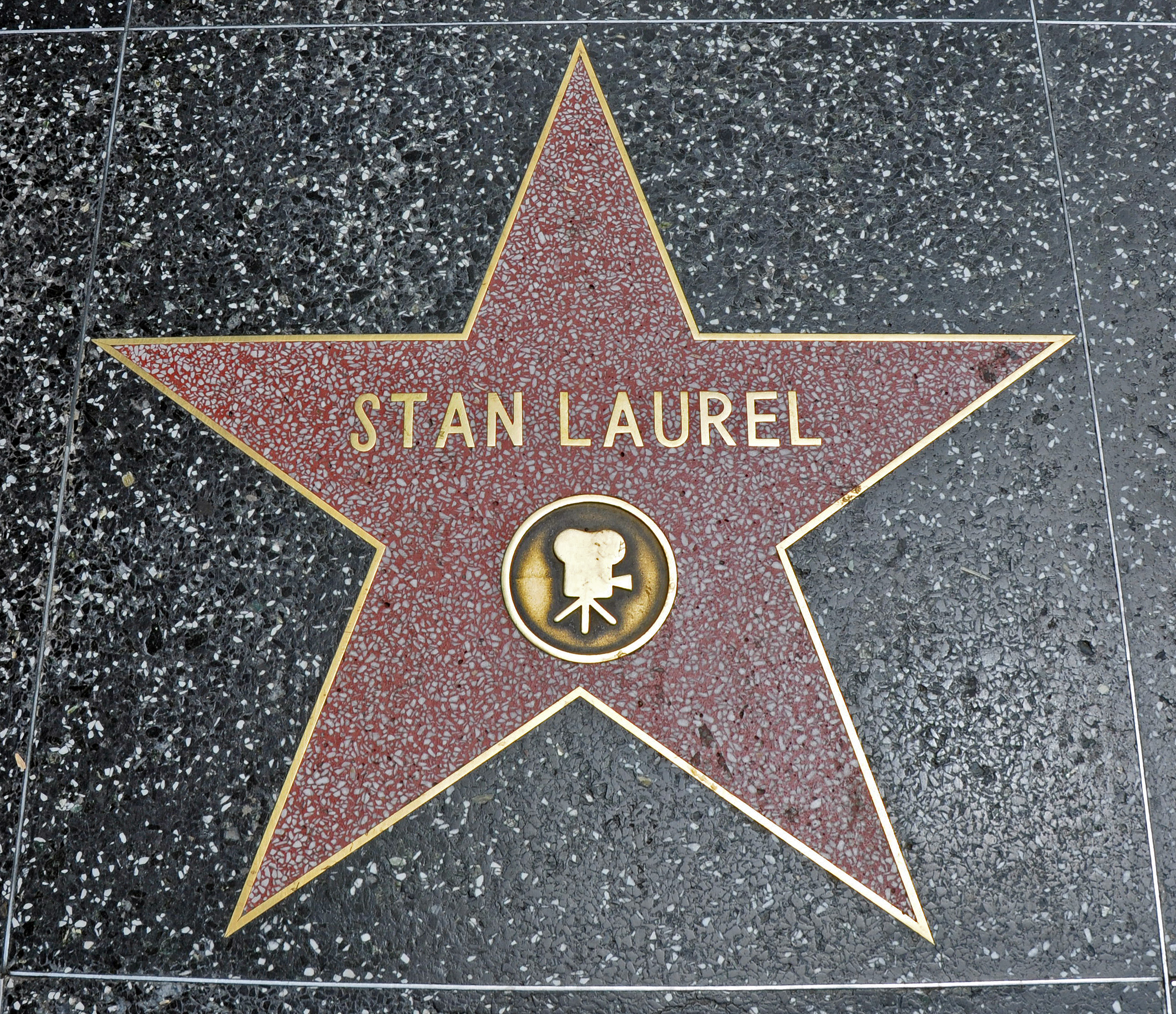
Stern für Stan Laurel auf dem Hollywood Walk of Fame

Laurel wurde 1961 mit einem Oscar für sein Lebenswerk ausgezeichnet. 1963 ehrte die Screen Actors Guild ihn mit dem Screen Actors Guild Life Achievement Award.
Auf dem Walk of Fame in Los Angeles wurde Stan Laurel am 8. Februar 1960 bei „7021 Hollywood Blvd.“ mit einem Stern in der Kategorie Film geehrt.
Ihm zu Ehren erhielt der Asteroid (2865) Laurel am 1. September 1993 seinen Namen. Es gibt ebenfalls den Asteroiden (2866) Hardy.